# Au (휴대전화)
au(일본어: エーユー 에유[*])는 KDDI 및 오키나와 셀룰러 전화 서비스 브랜드명으로, 휴대 전화를 포함한 이동 통신 사업 및 KDDI가 제공하는 소비자 (개인) 용 비즈니스 솔루션 (법인) 용 IT 서비스 사업을 실시하고 있다.
주식회사 au는 2000년 11월 1일부터 2001년 9월 30일까지 오키나와현을 제외한 구DDI 셀룰러 지역에서 같은 사업을 하고 있던 기업이다.

## 개요
휴대 전화 계약자 수가 4,052만명으로, 일본의 휴대 전화 시장(PHS를 포함한)에서 시장 점유율은 2위이다(2014년 3월 현재).
카메라가 붙은 단말이나 컬러 액정, 셸타입(접고 펴는식 등) 등의 기종의 도입이 늦음과, I-모드의 폭발적인 반응 때문에 NTT 도코모와 J-PHONE (현 소프트뱅크 모바일)에게 신규 계약자 숫자가 크게 밀리며 2002년 3월 말에는 시장 점유율이 3위였다.
그 후, 다른 회사가 3G지역을 늦게 만들어 나간 것과, 보다폰 (현 소프트뱅크 모바일)의 세계전략 기종인 VGS시리즈가 실패를 겪으며 au브랜드의 계약자 수가 늘어났으며, 각 할인이나 더블 정액 등의 요금 전략과 링톤, 링톤 풀 등의 성공으로 연간 KDDI의 계약자 증가수는 2004년 이후 4년연속으로 1위를 한다. 하지만, 2007년 1월에 발표된 소프트뱅크 모바일의 요금제인 화이트 플랜에게 밀리며 2007년 5월 이후 12개월 연속으로 KDDI는 회사별 계약자 증가수 2위가 되고, 연도별로 측정한 수치에서도 2007년도 1위 자리는 소프트뱅크 모바일에게 빼았긴다. 또, 2008년 4월에는 TU-KA가 전파의 송신을 정지하며 일어난 계약자 수 감소를 au브랜드의 증가분으로 보충하지 못하며, KDDI는 처음으로 감소를 기록한다.

### 이름의 유래
au브랜드를 개발한 주식회사인 ZYXYZ에 의하면, 휴대전화가 있으면 여러 사람이나 물건과 만남이 생기고, 그 만남을 통해 모든 가치가 모여서 결합되는 세계의 실현을 「『만남』으로 시작해서, 『만남』에서 끝난다」라고 말하며 「au」라는 2글자로 간단하게 표현했다고 한다(일본어로 '만나다'는 아우(会う, au)라고 읽는다). 한편, au는 Access, Always, Amenity의 A와, Unique, Universal, User의 U를 합쳐서 au라고 지었다고 말한다. 또, 「access to u (you) 」라는 의미도 포함되어 있다고 한다.

## 연혁
- 2005년
  - 5월 1일: 「더블 정액 라이트」를 개시.

## 휴대전화 단말기 공급 메이커
2014년 5월을 기준으로 이하 16개의 회사로부터 납입한다.
- 일본 메이커
  - 소니 모바일 커뮤니케이션스
  - 교세라
  - 샤프
  - 후지쯔 모바일 커뮤니케이션스
  - 플라넥스 커뮤니케이션스
  - 신세이 코퍼레이션
  - 후나이전기
  - KDDI테크놀로지
  - HP재팬
- 해외 메이커
  - 애플
  - HTC
  - 삼성전자
  - LG전자
  - 화웨이
  - ZTE
  - 에이수스

## 판매점

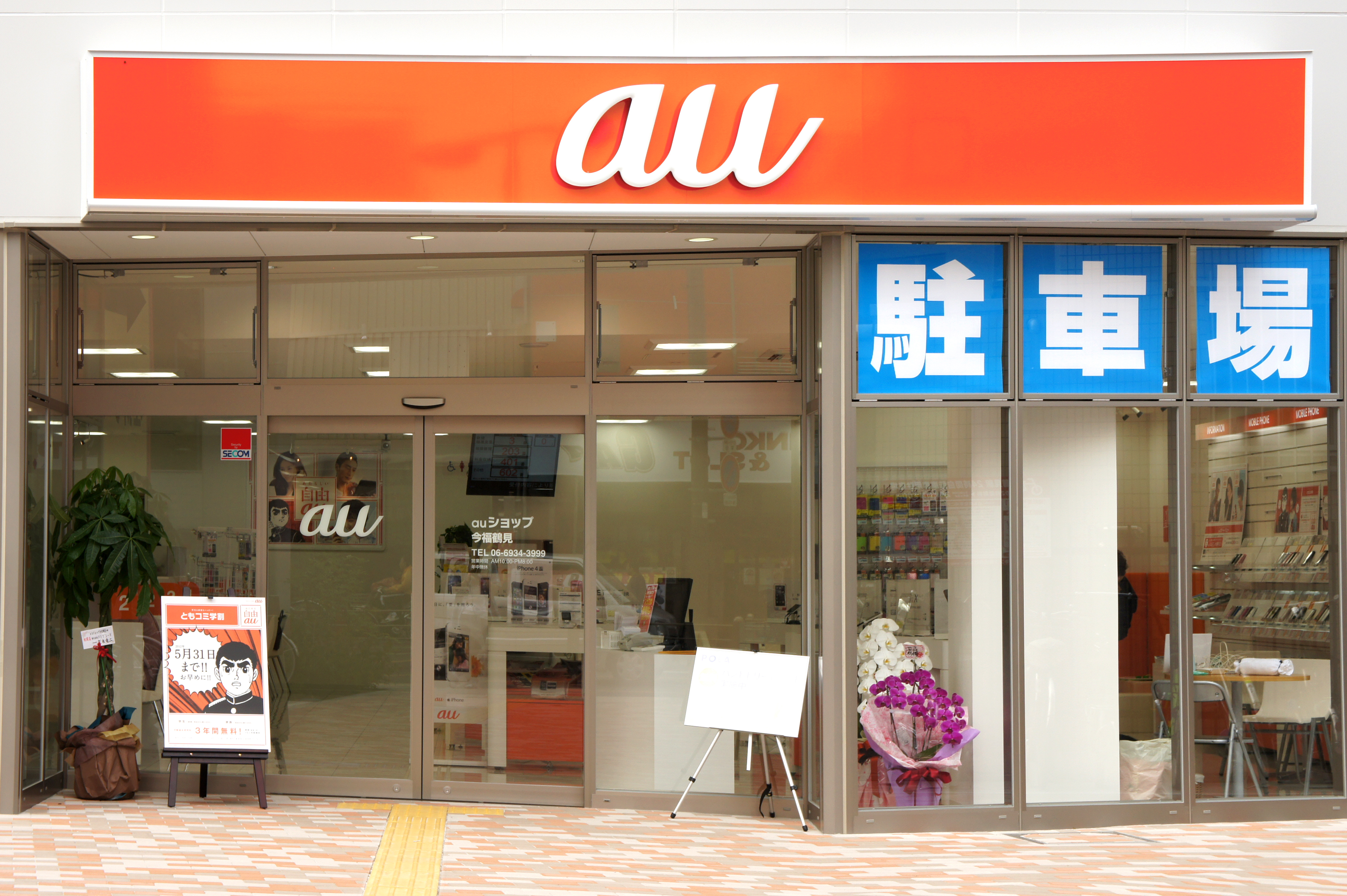
au매장의 예（이마후쿠쓰루미）
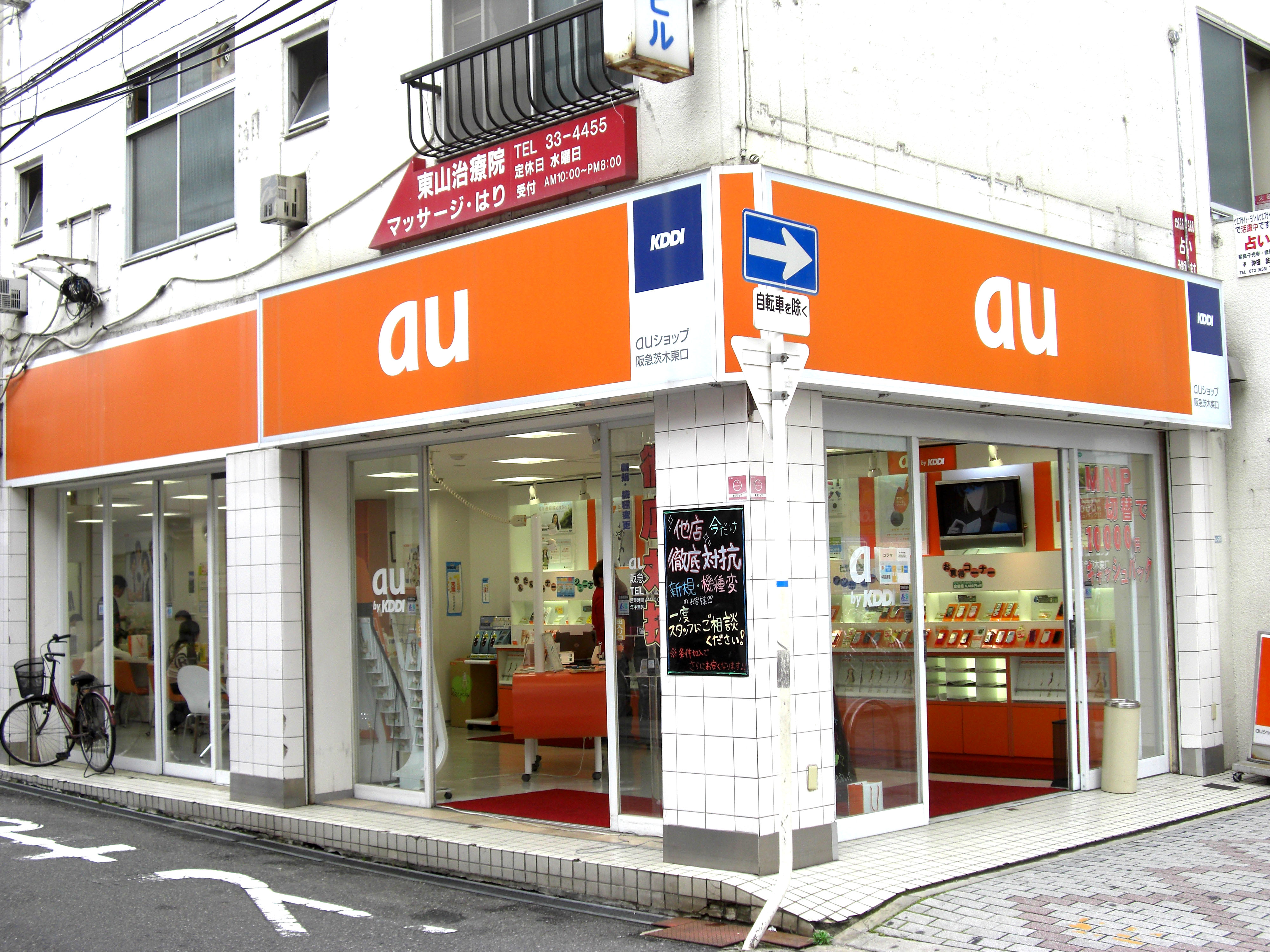
구CI의 매장（한큐 이바라키 동쪽입구）
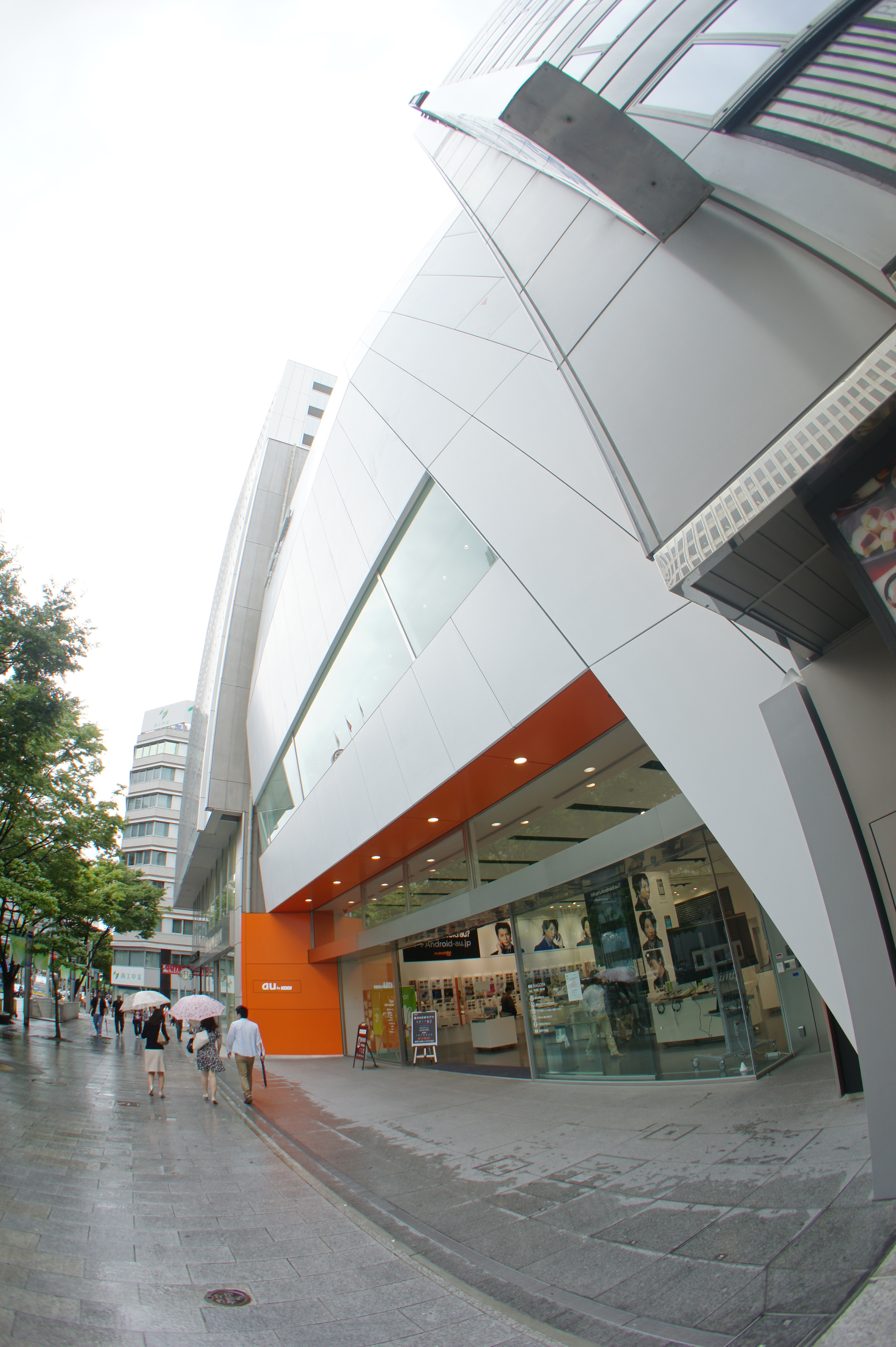
au NAGOYA（직영점）

## 참조
1. ↑  사단법인 전기통신 사업자 협회 (TCA) 사업자별 계약수（2014년 3월 현재）